# Fé bahá'í e eliminação dos preconceitos
A eliminação de todas as formas de preconceitos é um dos princípios da Fé Bahá'í. Tem a finalidade de direcionar os esforços humanos em prol do progresso e bem-estar da humanidade, e visa combater toda forma de discriminação seja ela de raça, pátria, credo, classe social, etc. É também um dos considerados pré-requisitos para a "busca individual da verdade", um outro princípio da religião Bahá'í.

## Preconceitos de raça e pátria
Por sentimentos de superioridade, muitos conflitos e injustiças ocorreram devido à crença de que uma raça ou país é superior a outro. Ainda levando em consideração a convicção da sobrevivência do mais forte como um impulso principal. A educação é a melhor forma de empoderar o ser humano a enxergar beleza nas diferenças, a Fé Bahá'í enfoca que a origem dos males é a falta de conhecimento, considerando dessa forma, a ausência do conhecimento como origem de todos os preconceitos. No intercurso da educação, Bahá'u'lláh ensina que cada indivíduo possui maravilhosas capacidades inatas, e pode desempenhar nobre papel no mundo humano, e que no lugar de empobrecer virá a enriquecer e completar a vida de todos os outros membros.
| “ | A respeito do preconceito de raça, é uma ilusão, uma pura e simples superstição, pois Deus nos criou a todos de uma mesma raça… No começo também não havia limites e fronteiras entre os vários países; nenhuma parte da terra pertencia mais a um do que a outro povo. Aos olhos de Deus, nenhuma diferença há entre as várias raças. Por que deve o homem inventar tal preconceito? Como podemos apoiar uma guerra causada por tal ilusão? Deus não criou os homens para que destruíssem uns aos outros. Todas as raças, tribos, seitas e classes participam igualmente das graças de seu Pai Celestial. | ” |

Nocivo ainda, e grande obstáculo à paz é considerado o preconceito político ou patriótico. Já passado o tempo de dominação e possessões territoriais, os interesses e domínios ainda persistem de diversas maneiras, seja econômico, político, social ou cultural - onde tanto a decisão dos governos de grandes nações, quanto o sentimento extremamente patriótico de seus cidadãos tem sido origem de dissensões e falta de cumprimento de acordos no campo social. A Fé Bahá'í não condena o patriotismo, mas o patriotismo ignorante - não é considerado mal algum um especial amor à terra natal, que é fruto de um patriotismo inteligente, visando antes sempre o bem-estar humano aos interesses políticos, e ainda considerando interesses globais acima dos interesses nacionais.
| “ | A ordem mundial só pode ser fundada sobre uma consciência inabalável da unidade da humanidade, uma verdade espiritual que todas as ciências humanas confirmam. A Antropologia, a Fisiologia e a Psicologia reconhecem uma só espécie humana, ainda que infinitamente variada no que se refere aos aspectos secundários da vida. O reconhecimento desta verdade requer o abandono dos preconceitos - de todos os tipos de preconceitos - relacionados com a raça, a classe social, a cor da pele, a crença religiosa, a nacionalidade, o sexo e o grau de civilização material. Em suma, de tudo aquilo que faz com que as pessoas se considerem superiores umas às outras. | ” |

| “ | Em épocas passadas foi revelado: "O amor à pátria é um elemento da Fé de Deus." A Língua da Grandeza proclamou… no dia de Sua manifestação:"Não se vanglorie o homem que ama o seu país, mas sim aquele que ama o mundo." Através do poder que emana destas palavras sublimes, Ele prestou um novo impulso e deu uma nova direção às aves dos corações humanos, e apagou do Livro Sagrado de Deus todo traço de restrição e limitação." | ” |

## Preconceitos de religião
Na análise sobre a origem das guerras, nos tempos atuais verifica-se muito a religião. A Paz Máxima proposta por Bahá'u'lláh é irrealizável se não houver esforço para exterminar este preconceito, pois é entendido que a verdadeira religião não motiva, mas condena qualquer tipo de conflitos entre pessoas por quaisquer razões que sejam. 'Abdu'l-Bahá diz que se fosse realmente a religião causadora das guerras, seria melhor que não existisse religião, e já que a religião existe para estabelecer a paz e concórdia, é total ignorância quem se diz fiel de Deus incitar terror, arrogância ou desprezo entre os homens.